# Manuel Sabalczyk
Manuel Sabalczyk (ur. 10 listopada 1946 w Creutzwald we Francji) – profesor, wykładowca akademicki, artysta malarz.

## Życiorys
W 1974 roku ukończył studia w Akademii Sztuk Pięknych w Krakowie, na Wydziale Grafiki w Katowicach. W 2002 roku uzyskał tytuł profesora sztuk pięknych. Profesor zwyczajny Akademii Sztuk Pięknych w Katowicach oraz w Wyższej Szkole Technicznej w Katowicach. W latach 1999–2002 prodziekan ds. kierunku wzornictwa i Kierownik Katedry Wzornictwa. W latach 2002–2005 prorektor ds. studenckich i nauczania.
Członek Związku Polskich Artystów Plastyków oraz Stowarzyszenia Chorzowskich Artystów Plastyków. Od roku 2011 ekspert Polskiej Komisji Akredytacyjnej.
Wdowiec po Teresie Nowelskiej-Sabalczyk (1944-2021).

## Dorobek twórczy
Wystawy indywidualne
- 1979 – Chorzów, Galeria Pod Ręką (malarstwo)
- 1990 – Chorzów, Muzeum w Chorzowie (malarstwo)
- 1994 – San Diego (USA), Agnost Prospekt Galery (malarstwo)
- 2001 – Katowice, ART nowa2, ZPAP (malarstwo)
- 2001 – Chorzów, Galeria MM (malarstwo i projektowanie)
- 2007 – Gliwice, Galeria Politechniki Śląskiej (malarstwo)
- 2011 – Creil (Francja), Sala Wystawowa Merostwa (malarstwo)

Wystawy zbiorowe
ok. 170 wystaw krajowych i zagranicznych 

## Odznaczenia i wyróżnienia
- 1978 – Brązowy Krzyż Zasługi
- 1978 – Nagroda Wojewody Katowickiego na wystawie X tego Pleneru Przemysłowego
- 1995 – stypendium artystyczne JANINEUM, Wiedeń (Austria)
- 1998 – Srebrny Krzyż Zasługi
- 1989 – Medal Zasłużony dla Kultury Miasta Chorzowa
- 2003 – Złoty Krzyż Zasługi
- 2004 – stypendium twórcze regionu Rhône – Alpes (Francja)
- 2004 – LEXMARK EUROPEAN ART. PRIZE polska edycja
- 2004 – Nagroda Prezydenta Miasta Chorzów za osiągnięcia twórcze
- 2007 – Medal „Zasłużony dla Kultury Polskiej”